# Костюк, Юрий Григорьевич
Костюк Юрий Григорьевич (1910—1995) — советский и украинский писатель
, сценарист. Кандидат искусствоведения (1949). Заслуженный деятель искусств УССР (1990).

## Биография
Родился 21 августа 1910 г. в с. Заградовка (теперь Херсонская область) в семье крестьянина.
Учился на экономическом факультете Харьковского института народного хозяйства. Окончил аспирантуру при Киевском государственном университете (1936).
Участник Великой Отечественной войны.
Был редактором украинской студии кинохроники (Харьков, 1932—1933). Затем работал ответственным редактором газеты «Советское искусство» (1947), старшим научным сотрудником отдела театра и кино Института искусствоведения, фольклора и этнографии АН Украины (1947—1977).
Автор пьес, многих работ, статей по вопросам театроведения и киноведения, сценариев фильмов: «Борис Романицкий», «Марьян Крушельницкий» (1960). Награжден орденом Отечественной войны II ст., медалями.
Был членом Союза писателей Украины.
Умер 10 января 1995 г. в Киеве.